# 池田多仲
池田 多仲（いけだ たちゅう、文政3年2月13日（1820年3月26日） - 明治5年8月17日（1872年9月19日））は、幕末の蘭方医。幕府奥詰医師。医学所預り。名は秀真。

## 生涯・人物
文政3年(1820年)、石見国津和野藩医池田淳作の長男として生まれる。安政5年(1858年)、大槻俊斎・伊東玄朴らと図り、お玉が池種痘所設立。文久2年(1862年)閏8月7日、津和野藩医より幕府医師に登用され、寄合医師となる。元治元年(1864年)8月15日、奥詰医師に進む。慶応4年(1868年)6月27日、寄合医師に移り、翌年12月25日隠居。明治5年(1872年)没。谷中霊園に葬る。養子、池田謙斎は初代東京帝国大学医学部綜理、明治天皇侍医、男爵。
伊東玄朴の高弟で、のちに玄仲と改名している。お玉が池種痘所留守居として住み込み、同所（西洋医学所、のち医学所と改称）の長が、大槻俊斎・緒方洪庵・松本良順と変遷する間、つねにナンバー2として頭取を補佐、実務・経営にあたる。鳥羽・伏見の戦いでは幕府医師を指揮して、戦傷病者の治療・後送にあたったという。